# Ajuste fino (aprendizagem de máquina)
O ajuste fino (em inglês: fine-tuning) é uma técnica de aprendizado de máquina que consiste em adaptar um modelo de inteligência artificial (IA) pré-treinado para uma tarefa específica ou conjunto de dados, ajustando seus parâmetros para melhorar o desempenho em aplicações específicas. Também conhecido como aprendizado por transferência (transfer learning), o ajuste fino aproveita o conhecimento aprendido por um modelo treinado em um grande conjunto de dados genérico, como a Wikipédia ou ImageNet, para refiná-lo em tarefas mais especializadas com conjuntos de dados menores.

## Definição e Conceito
O ajuste fino é o processo de continuar o treinamento de um modelo pré-treinado em um novo conjunto de dados específico, ajustando os pesos do modelo para otimizar seu desempenho. Diferentemente do treinamento do zero, que exige muitos dados e recursos computacionais, o ajuste fino usa um modelo que já aprendeu padrões gerais e os adapta para tarefas específicas, como classificação de sentimentos, tradução automática ou reconhecimento de objetos.

## Técnicas de Ajuste Fino
As principais abordagens incluem:
- Ajuste Fino Completo: Todos os parâmetros do modelo são atualizados. Exige mais recursos computacionais e corre o risco de sobreajuste.
- Ajuste Fino Parcial: Apenas camadas superiores são ajustadas, enquanto camadas iniciais permanecem congeladas.
- Ajuste Eficiente em Parâmetros (PEFT): Técnicas como LoRA (Low-Rank Adaptation) permitem ajustes com menor custo computacional, modificando apenas pequenos conjuntos de parâmetros.
- Ajuste com Reforço: Utiliza aprendizado por reforço com feedback humano para refinar o comportamento do modelo.

## Aplicações
O ajuste fino é amplamente aplicado em:
- Processamento de Linguagem Natural (PLN): Modelos como BERT e GPT são ajustados para tarefas como classificação, resumo e tradução.
- Visão Computacional: Modelos como ResNet e Vision Transformers (ViT) são ajustados para detecção de objetos, reconhecimento facial e segmentação.
- Domínios Específicos: Ajustes para áreas como medicina, direito, educação, atendimento ao cliente, entre outros.[3]

## Desafios e Limitações
- Sobreajuste: Pode ocorrer se o conjunto de dados for muito pequeno.
- Custo Computacional: Ajustes completos requerem GPUs/TPUs potentes.
- Risco Ético: Modelos mal ajustados podem perder filtros de segurança.
- Qualidade dos Dados: Resultados dependem da curadoria dos dados usados no ajuste.

## Ver Também
- Inteligência Artificial
- Processamento de linguagem natural
- Visão computacional
- Aprendizado por transferência
- Modelos de linguagem de grande escala
- ChatGPT